# Repubblica Ceca all'Eurovision Song Contest
La Repubblica Ceca, presentata dall'edizione del 2023 come Cechia, partecipa all'Eurovision Song Contest dall'edizione 2007 e ha preso parte da allora ad ogni edizione fatta eccezione per una pausa durata dal 2010 al 2014. La partecipazione è curata dall'emittente televisiva pubblica Česká televize (ČT).
Il miglior piazzamento del paese è stato il 6º posto nella finale dell'edizione 2018 ottenuto da Mikolas Josef con Lie to Me.

## Storia

### Prima della partecipazione
L'Eurovision Song Contest è stato trasmesso diverse volte in Cecoslovacchia dall'emittente televisiva Československá televize (ČST) a partire dagli ultimi anni '60; l'emittente è poi divenuta membro effettivo dell'Unione europea di radiodiffusione (UER) nel 1991, pochi anni prima del Divorzio di velluto. Il cantante ceco Karel Gott fu selezionato per rappresentare l'Austria all'edizione del 1968, dove si classificò 13°. Dopo la dissoluzione della Cecoslovacchia nel 1993, la Slovacchia fu la prima dei due paesi a tentare di partecipare attivamente alla manifestazione, presentando un concorrente per l'edizione del 1993, poi scartato durante la Kvalifikacija za Millstreet, e debuttando ufficialmente nel 1994.
L'emittente televisiva Česká televize (ČT), che era stata ammessa immediatamente nell'UER nel 1993 insieme all'emittente radiofonica Český rozhlas (ČRo) e alle due emittenti slovacche, aveva pianificato inizialmente il debutto della nazione all'Eurovision Song Contest 2005, annunciando tuttavia il proprio ritiro nel dicembre 2004 per la concomitanza di altri eventi. Nonostante un'iniziale apertura fu poi ufficializzata la non partecipazione anche all'edizione successiva.

### Debutto e prime partecipazioni

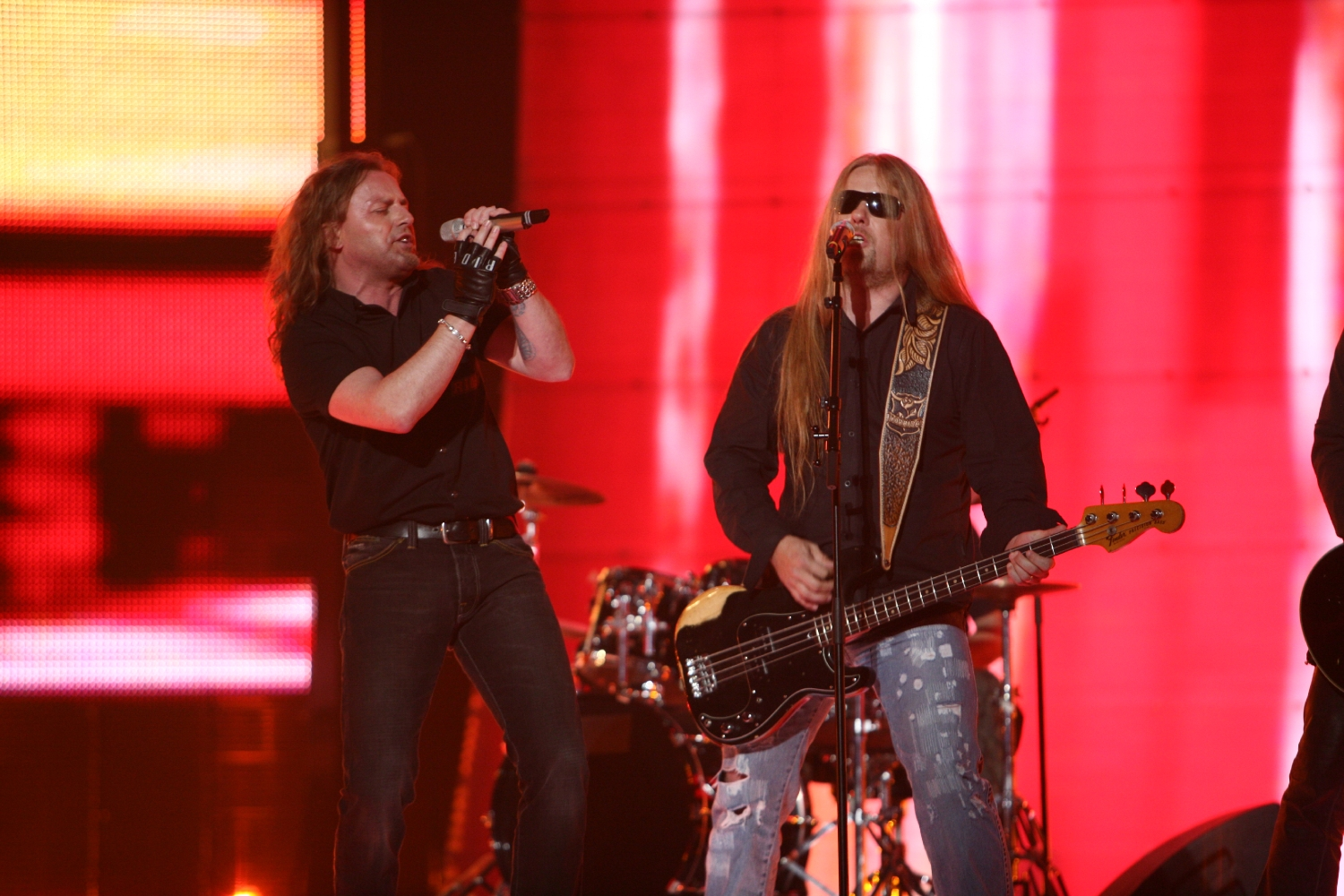
I Kabát all'Eurovision Song Contest 2007

Nell'aprile 2006 l'emittente televisiva ČT confermò l'intenzione di debuttare all'edizione del 2007 e per selezionare il proprio rappresentate organizzò un apposito concorso pubblico denominato Eurosong 2007 che tra i 10 partecipanti, dei quali uno ritiratosi prima dell'effettivo svolgimento della selezione, scelse il popolare gruppo hard rock Kabát col brano Malá dáma. Il gruppo tuttavia non riuscì a qualificarsi per la finale dell'evento, classificandosi all'ultimo posto nella semifinale con appena un punto. Anche per l'edizione del 2008 fu mantenuto il metodo della selezione nazionale ma la vincitrice del concorso, Tereza Kerndlová, si classificò al penultimo posto nella seconda semifinale del festival musicale europeo. Nonostante i magri risultati l'emittente televisiva confermò la partecipazione all'edizione del 2009, annunciando che avrebbe selezionato internamente l'artista e che invece il televoto avrebbe scelto il brano da presentare a Mosca. ČT selezionò il gruppo hip hop rom Gipsy.cz che presentò al televoto due brani: Do You Wanna e Aven Romale, quest'ultimo selezionato per rappresentare il paese all'Eurovision. Nonostante un'esibizione giudicata piuttosto particolare, il paese si classificò nuovamente ultimo senza aver ricevuto alcun punto.
Nel 2009, visti gli scarsi risultati conseguiti in tre edizioni consecutive, il paese annunciò che non avrebbe partecipato all'edizione del 2010, citando inoltre lo scarso interesse del pubblico ceco nella manifestazione europea.

### Il ritorno nel 2015

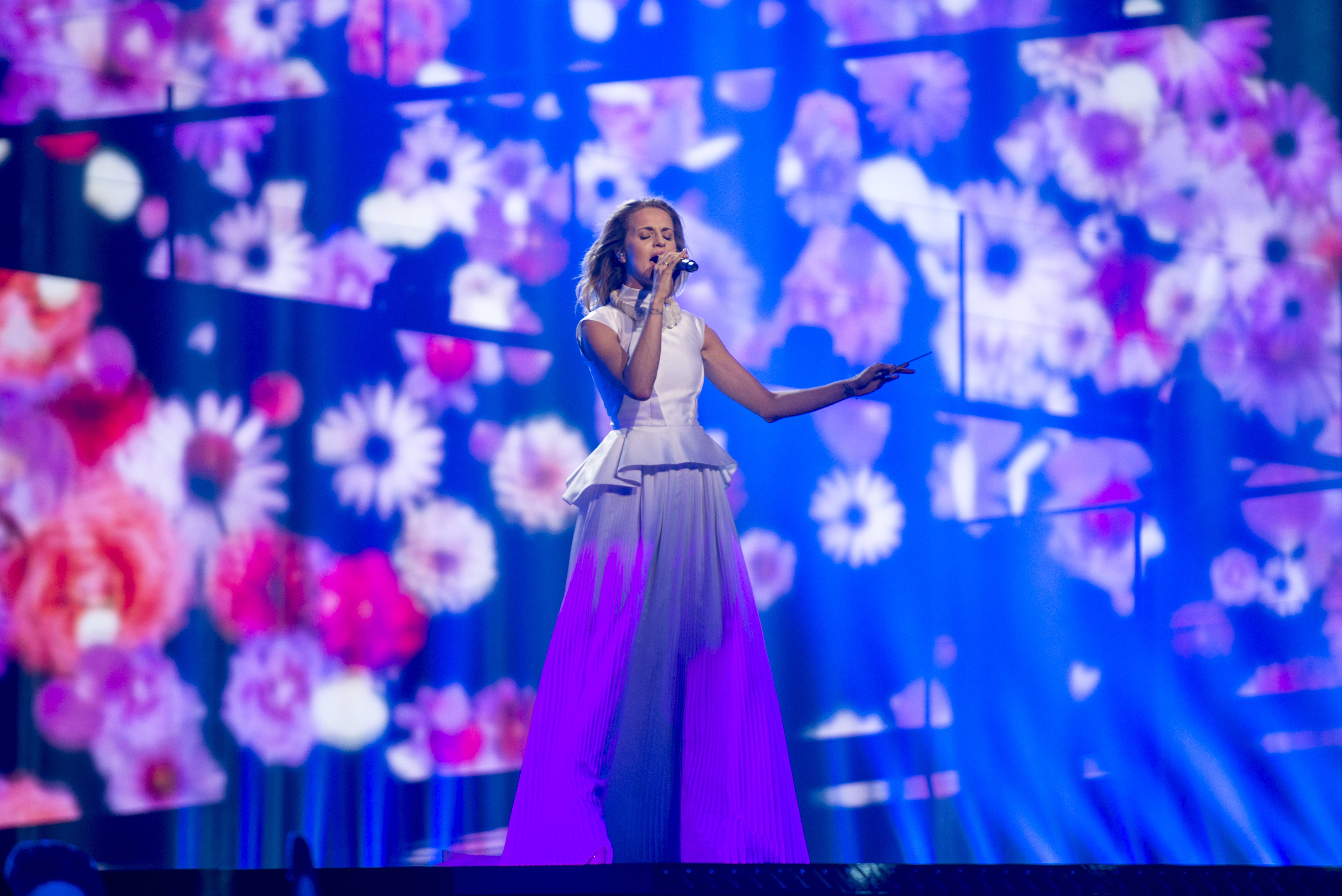
Gabriela Gunčíková durante le prove per la prima semifinale dell'Eurovision Song Contest 2016

Dopo un'assenza durata quattro anni ČT annunciò il ritorno del paese in occasione della 60ª edizione dell'Eurovision Song Contest, sostenendo inoltre l'intenzione di ricorrere ad una selezione interna sia per l'artista che per il brano. L'emittente si rivolse quindi al compositore Ondřej Soukup, selezionando tra le sue proposte il brano Hope Never Dies e come esecutori Marta Jandová e Václav Noid Bárta (quest'ultimo compositore del brano); nonostante una discreta popolarità nel pubblico eurovisivo il duo non riuscì a qualificarsi per la finale dell'evento, classificandosi tuttavia al 13º posto nella seconda semifinale.

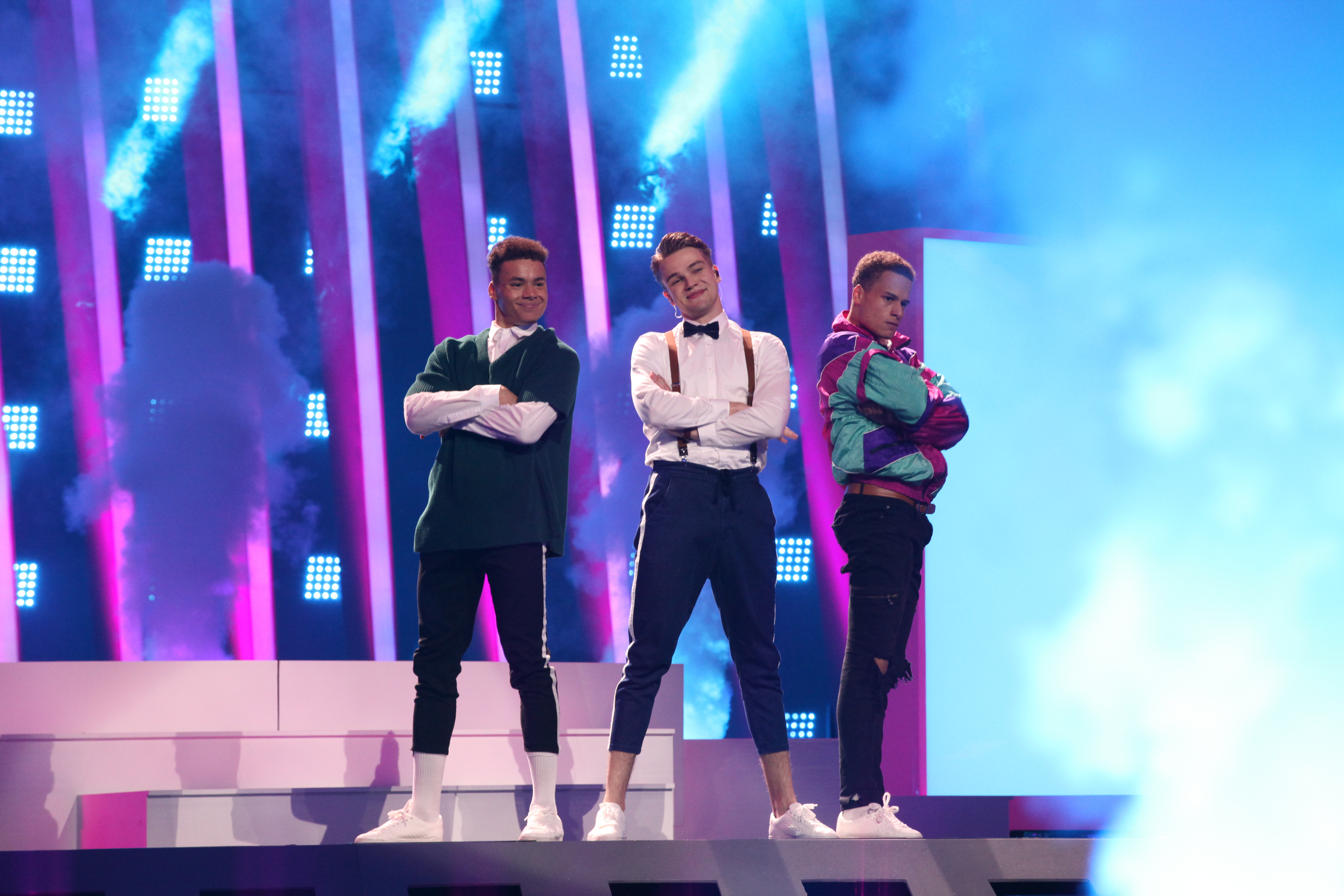
Mikolas Josef durante le prove per la finale dell'Eurovision Song Contest 2018

Nonostante la mancata qualificazione il paese scelse di partecipare nuovamente all'edizione del 2016 e dopo aver selezionato internamente la cantante Gabriela Gunčíková col brano I Stand riuscì a qualificarsi, per la prima volta dal suo debutto, per la finale, dove tuttavia Gunčíková riuscì a classificarsi solo al 25º posto. Dopo un'ulteriore mancata qualificazione per la finale nel 2017 la Repubblica Ceca riuscì a sfiorare la top 5 nell'edizione del 2018 con Mikolas Josef, che con la sua Lie to Me riuscì a classificarsi al 6º posto nella finale dell'evento; il brano divenne inoltre piuttosto popolare in patria e in Estonia. Il successo fu parzialmente replicato anche nell'edizione del 2019 dai Lake Malawi con la loro Friend of a Friend, classificatasi all'11º posto in finale.
In seguito alla cancellazione dell'edizione del 2020 a causa della pandemia di COVID-19 la Repubblica Ceca è stata tra le nazioni che hanno scelto di mantenere l'artista inizialmente selezionato, Benny Cristo, anche per l'edizione successiva, nella quale tuttavia il paese rimase nuovamente in semifinale. Sia nel 2022 che nel 2023 la nazione è riuscita nuovamente a qualificarsi per la finale, classificandosi al 22º posto nel 2022 e al 10º posto nel 2023; a partire da quest'ultima edizione la nazione è stata presentata su sua richiesta come Cechia, seguendo una campagna su scala internazionale per la semplificazione del nome della Repubblica Ceca iniziata nel 2013 dal Presidente Miloš Zeman.

## Partecipazioni
- Primo posto
- Secondo posto
- Terzo posto
- Ultimo posto

| Anno                                    | Artista                           | Canzone            | Lingua                          | Posizione           | Posizione           | Posizione           | Posizione           |
| Anno                                    | Artista                           | Canzone            | Lingua                          | Finale              | Punti               | Semi                | Punti               |
| --------------------------------------- | --------------------------------- | ------------------ | ------------------------------- | ------------------- | ------------------- | ------------------- | ------------------- |
| 2007                                    | Kabát                             | Malá dáma          | Ceco                            | Non qualificata     | Non qualificata     | 28º                 | 1                   |
| 2008                                    | Tereza Kerndlová                  | Have Some Fun      | Inglese                         | Non qualificata     | Non qualificata     | 18º                 | 9                   |
| 2009                                    | Gipsy.cz                          | Aven Romale        | Inglese, romaní                 | Non qualificata     | Non qualificata     | 18º                 | 0                   |
| Nessuna partecipazione dal 2010 al 2014 |                                   |                    |                                 |                     |                     |                     |                     |
| 2015                                    | Marta Jandová & Václav Noid Bárta | Hope Never Dies    | Inglese                         | Non qualificata     | Non qualificata     | 13º                 | 33                  |
| 2016                                    | Gabriela Gunčíková                | I Stand            | Inglese                         | 25º                 | 41                  | 9º                  | 161                 |
| 2017                                    | Martina Bárta                     | My Turn            | Inglese                         | Non qualificata     | Non qualificata     | 13º                 | 83                  |
| 2018                                    | Mikolas Josef                     | Lie to Me          | Inglese                         | 6º                  | 281                 | 3º                  | 232                 |
| 2019                                    | Lake Malawi                       | Friend of a Friend | Inglese                         | 11º                 | 157                 | 2º                  | 242                 |
| 2020                                    | Benny Cristo                      | Kemama             | Inglese                         | Edizione cancellata | Edizione cancellata | Edizione cancellata | Edizione cancellata |
| 2021                                    | Benny Cristo                      | Omaga              | Inglese                         | Non qualificata     | Non qualificata     | 15º                 | 23                  |
| 2022                                    | We Are Domi                       | Lights Off         | Inglese                         | 22º                 | 38                  | 4º                  | 227                 |
| 2023                                    | Vesna                             | My Sister's Crown  | Inglese, ceco, ucraino, bulgaro | 10º                 | 129                 | 4º                  | 110                 |
| 2024                                    | Aiko                              | Pedestal           | Inglese                         | Non qualificata     | Non qualificata     | 11º                 | 38                  |
| 2025                                    | Adonxs                            | Kiss Kiss Goodbye  | Inglese                         | Non qualificata     | Non qualificata     | 12º                 | 29                  |

## Statistiche di voto
Fino al 2025, le statistiche di voto della Repubblica Ceca sono:
| # | Stato       | Punti |
| - | ----------- | ----- |
| 1 | Ucraina     | 142   |
| 2 | Svezia      | 100   |
| 3 | Armenia     | 67    |
| 4 | Azerbaigian | 60    |
| 5 | Russia      | 58    |

| # | Stato     | Punti |
| - | --------- | ----- |
| 1 | Islanda   | 32    |
| 2 | Finlandia | 30    |
| 3 | Croazia   | 29    |
| 4 | Slovenia  | 29    |
| 5 | Austria   | 27    |

| # | Stato       | Punti |
| - | ----------- | ----- |
| 1 | Ucraina     | 154   |
| 1 | Svezia      | 154   |
| 3 | Israele     | 128   |
| 4 | Armenia     | 116   |
| 5 | Azerbaigian | 113   |

| # | Stato     | Punti |
| - | --------- | ----- |
| 1 | Israele   | 88    |
| 2 | Finlandia | 85    |
| 3 | Islanda   | 84    |
| 4 | Spagna    | 79    |
| 5 | Croazia   | 75    |